# Bombus mendax
Bombus mendax es una especie de abejorro perteneciente al subgénero Mendacibombus.

## Distribución y hábitat
Es nativo de Europa, habita en Andorra, Austria, Francia, Alemania, Italia, Eslovenia, España y Suiza.
Es una especie poco común. Vive en hábitats de alta montaña en los Alpes y en los Pirineos. Habita en climas alpinos y subalpinos, a menudo en pastizales. Normalmente crean sus nidos en madrigueras de roedores abandonadas como las del campañol europeo de pino (Microtus subterraneus). Se alimenta de muchas flores, especialmente aquellas con largas corolas.

## Estado de conservación
Bombus mendax desde el año 2015 está incluido en la IUCN Redlist como una especie casi amenazada. Estas especies se vuelven más raras, a medida que el cambio climático hace que su hábitat desaparezca.

## Taxonomía
Bombus mendax fue descrito originalmente por el entomólogo alemán Carl Eduard Adolph Gerstäecker y publicado en Stettiner Entomologische Zeitung (abrev. Stettin. ent. Ztg) 30, 315-367 en 1869.